# Radziwiłł
Radziwiłł (en lituano: Radvilos) es el nombre de una de las más antiguas y ricas familias de la nobleza polaco-lituana. 
Los primeros testimonios históricos sobre los Radziwiłł se remontan al siglo XIV, siendo conocidos a partir de 1518 como «príncipes Radziwiłł», título del Sacro Imperio Romano-Germánico. En la actualidad, a efectos de protocolo, tienen el tratamiento de Alteza Serenísima.

## Los orígenes
Nicolás Radziwiłł (en lituano: Mykolas Radvila), el primero de la familia datado históricamente, recibió el bautismo en 1368 junto Jogaila, gran duque de Lituania quien más tarde, siendo rey Vladislao II de Polonia, lo nombró palatino de Vilna. Al convertirse al cristianismo tomó a San Nicolás como patrón y decidió que todos los nacidos en el seno de su familia llevarían el nombre de este santo.

## Los Radziwill en la historia

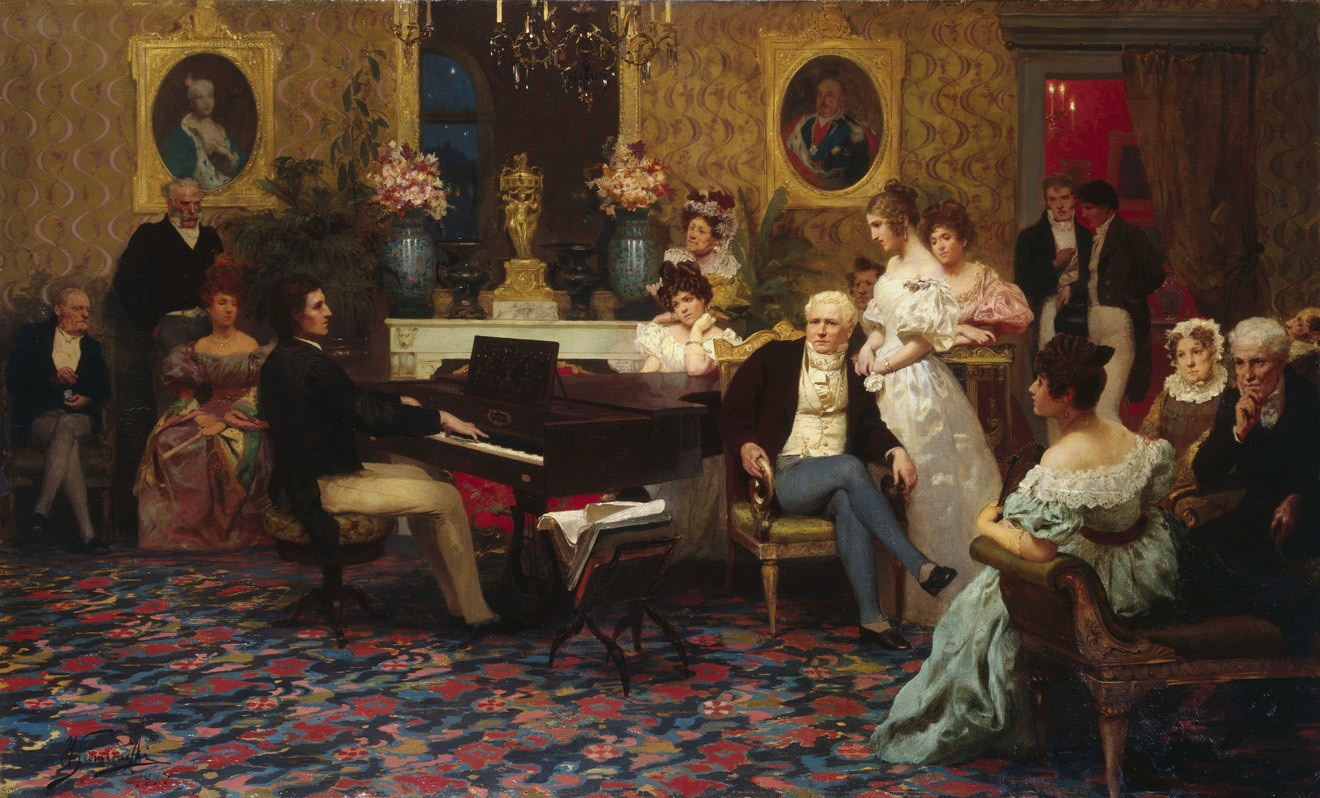
Frédéric Chopin tocando frente a la familia Radziwiłł en su salón de Berlín, por Henryk Siemiradzki (1887).

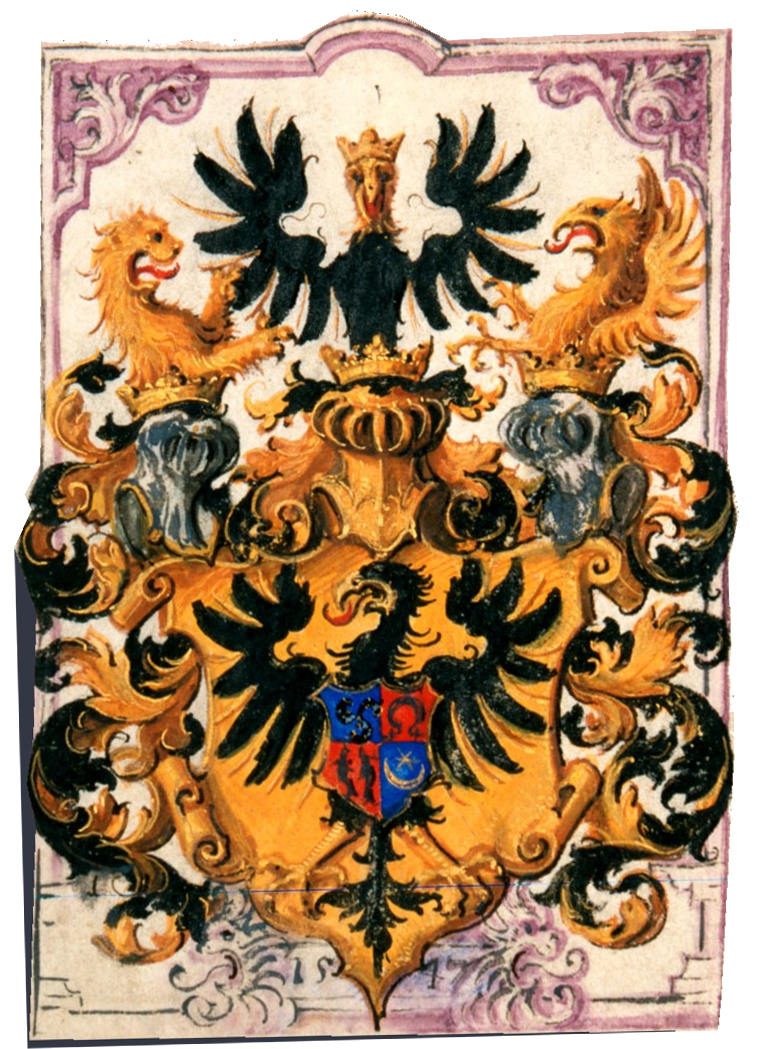
El Escudo de Armas concedido en 1547 por el Sacro Emperador Romano.

- Jorge I, llamado el « Hércules lituano » (1480-1541), vencedor de treinta batallas libradas contra moscovitas, tártaros y teutones. En 1527 fue nombrado castellano (gobernador) de Vilna y en 1533 condestable. Él fue el padre de Bárbara Radziwiłł , de legendaria belleza, que en 1548 contrajo matrimonio con el rey Segismundo II Augusto Jagellón de Polonia, y que murió envenenada.

- Nicolás IV (1515-1565), palatino de Vilna y gobernador de Livonia bajo el reinado de Segismundo II de Polonia. En 1557 destacó en un combate contra la Orden Teutónica y en 1565 derrotó y expulsó a los rusos de Lituania. Cambió la religión católica por el protestantismo, dedicándose celosamente a la propagación de la doctrina protestante; para ello fundó una importante imprenta en Breescie y encargó la traducción de la primera Biblia en polaco. Tras su muerte, sus hijos volverían a la fe católica.

- Bárbara Radziwiłł (en lituano: Barbora Radvilaitė, 1520-1551), como consorte del Rey Segismundo II Augusto Jagellón fue Reina de Polonia y Gran Duquesa de Lituania.

- Carlos Radziwiłł (1743-1790), palatino de Vilna. En 1762 es nombrado gobernador de Lituania por el rey Augusto III de Polonia, cargo desde el que luchó incansablemente para combatir la injerencia rusa en los asuntos internos de Polonia. Aun así no pudo evitar la ascensión al trono polaco de Estanislao II Poniatowski, protegido y examante de la emperatriz Catalina II de Rusia. Declarado fuera de la ley por el nuevo gobierno prorruso, el príncipe Carlos vio como le eran confiscados sus inmensos bienes, que le proporcionaban más de cinco millones de renta. En 1767 es elegido jefe de la Confederación de Bar, pero tras el fracaso de sus intentos para prevenir la partición de Polonia, se exilió en París. Pasó sus últimos años de vuelta en Polonia, donde asistió a los primeros debates de la Dieta de Varsovia que, un año después de su muerte, declararía una nueva constitución.

- Dominico Radziwiłł (1787-1813), participó en la campaña de Moscú como coronel del ejército francés, distinguiéndose por su valor y su dedicación. Murió en combate durante la batalla de Hanau, hecho que lamentó vivamente Napoleón I, para quien el príncipe Radziwill era una persona muy próxima.

- Gabrielle Radziwiłł (1877-1968), pacifista, feminista y oficial en la Sociedad de las NAciones

## Los Radziwill delsigloXX
- Príncipe Dominico Raniero Radziwill (1911-1976), primer esposo de Eugenia, princesa de Grecia y Dinamarca (1910-1989).
- Princesa Tatiana Radziwill (1939), hija del anterior, miembro de la familia real griega.
- Príncipe Jorge Radziwill (1942-2001) hermano de la anterior, miembro de la familia real griega.
- Príncipe Estanislao Radziwill (1914-1976), casado con Carolina Lee Bouvier, conocida como princesa Lee Radziwill, hermana de Jacqueline Kennedy Onassis. Se divorciaron en 1974.
- Príncipe Antonio Radziwill (1959-1999), hijo varón de los anteriores y productor de televisión ganador de un Premio Emmy.
- Princesa Ana Cristina Radziwill (1960- ), hija de los anteriores.
- Princesa Ana Radziwill (1939-2009), política polaca, senadora, ministra y secretaria de estado.